# Жандарова, Валерия Викторовна
Валерия Викторовна Жандарова (род. 17 марта 1994) — российская и грузинская легкоатлетка, специалистка по бегу на средние и длинные дистанции. Выступала за сборную Грузии по лёгкой атлетике в 2018—2019 годах, победительница первенств национального значения, бронзовая призёрка чемпионата России, действующая рекордсменка Грузии в беге на 5000 метров, беге на 3000 метров с препятствиями, беге на 3000 метров в помещении, полумарафоне, участница чемпионата мира в Дохе.

## Биография
Валерия Жандарова родилась 17 марта 1994 года. Уроженка города Находка Приморского края. Впоследствии занималась лёгкой атлетикой в Ставрополе в Спортивной школе олимпийского резерва под руководством тренеров В. А. Пронина и В. И. Мирошниченко. 
Впервые заявила о себе в сезоне 2014 года, когда на Всероссийской Спартакиаде в Саранске стала десятой в беге на 1500 метров и шестой в беге на 5000 метров.
В 2016 году в 1500-метровой дисциплине заняла 11-е место на командном чемпионате России в Сочи.
В 2017 году бежала 3000 метров на зимнем чемпионате России в Москве. На Мемориале братьев Знаменских в Жуковском финишировала четвёртой на дистанции 10 000 метров, на летнем чемпионате России в Жуковском была девятой на дистанции 5000 метров.
Начиная с 2018 года Жандарова состояла в грузинской национальной сборной, представляла Грузию на различных международных стартах. Так 17.02.2018 в  дисциплине 3000 метров она выиграла серебряную медаль на Чемпионате Балкан (Стамбул) в помещении, установив свой первый рекорд за грузинскую сборную 9.16,48. После чего 16.06.2018 одержала победу на Чемпионате Европы среди малых государств Европы в Шане.
В 2019 году на чемпионате Балкан в помещении в Стамбуле вновь получила серебро в беге на 3000 метров с результатом 9:16.54. Позднее финишировала четвёртой и пятой в дисциплинах 3000 и 5000 метров во Второй лиге командного чемпионата Европы в Вараждине. На международном турнире Motonet GP в финском Йоэнсуу установила рекорд страны в беге на 3000 метров с препятствиями — 10:13.69. Благодаря череде успешных выступлений удостоилась права защищать честь страны на чемпионате мира в Дохе — на предварительном квалификационном этапе бега на 5000 метров показала время 15:52.11, чего оказалось недостаточно для выхода в финал. Также в этом сезоне заняла седьмое место на полумарафоне в Кракове, установив ещё один рекорд Грузии — 1:14:14.
В 2022 году выиграла 3000 метров на Мемориале Валерия Абрамова в Долгопрудном. В дисциплине 10 км на шоссе превзошла всех соперниц на забегах в Москве и Белгороде, была третьей в Санкт-Петербурге и второй в Нижнем Новгороде. На чемпионате России в Чебоксарах взяла бронзу и установила ныне действующий рекорд Грузии в беге на 5000 метров — 15:32.02.
В 2023 году финишировала четвёртой на 10-километровой дистанции в рамках марафона «Белые ночи» в Санкт-Петербурге.